# Râul Merced
 Râul Merced este un râu din California, SUA. El are o lungime de 180 km, fiind cel mai lung afluent al lui San Joaquin River. Râul Merced are izvorul în Parcul Național Yosemite și curge prin valea Yosemite Valley. O mare parte din apele lui sunt reținute la barajele New Exchequer, de la Lake McClure, și Crocker-Huffman Diversion Dam. Numai o mică parte din apele râului ajung să se verse în râul San Joaquin.